# 得撫郡
- 令制国一覧 > 北海道 (令制) > 千島国 > 得撫郡
- 日本 > 北海道 > 根室支庁 > 得撫郡

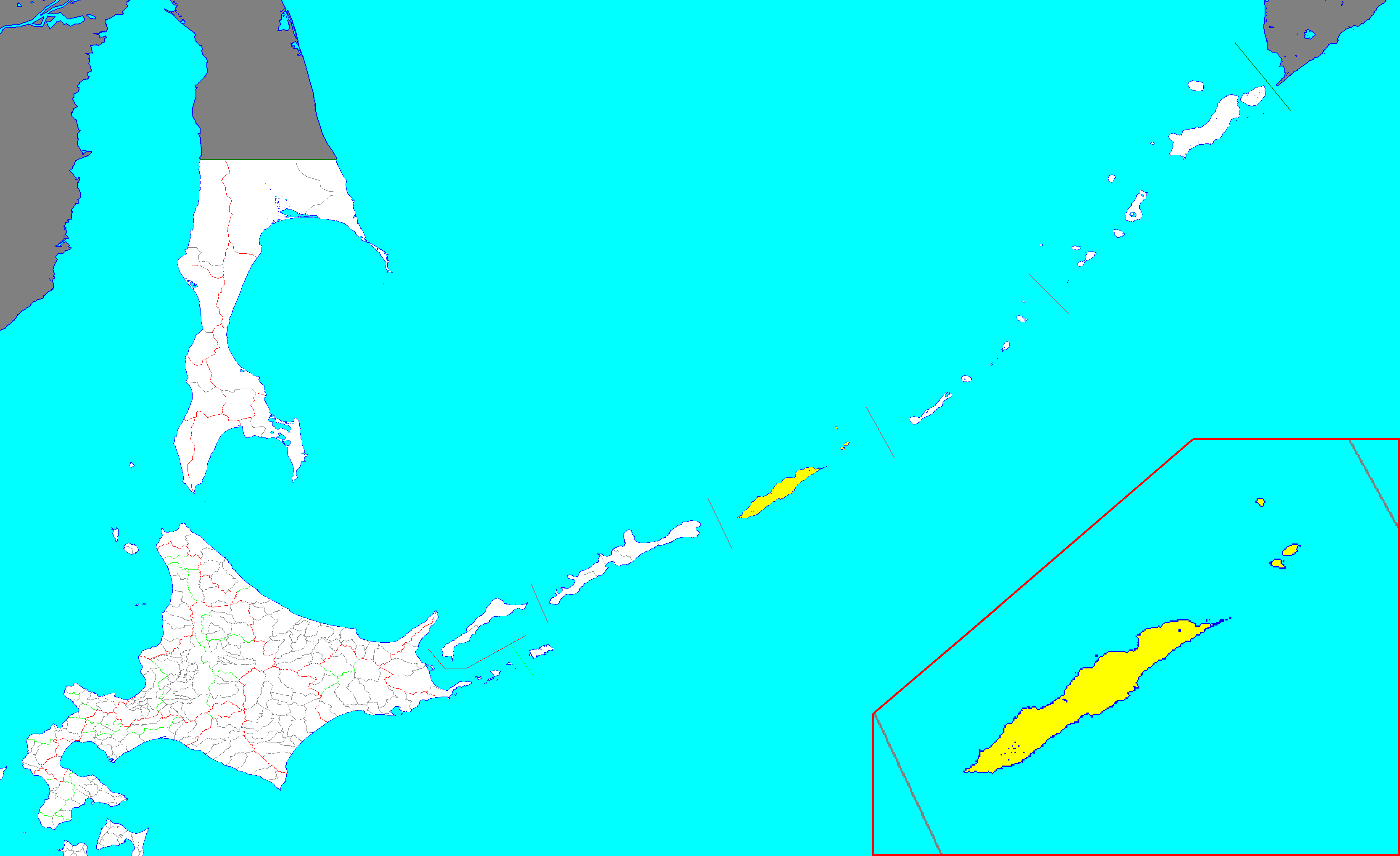
北海道得撫郡の位置（黄：発足時）

得撫郡（うるっぷぐん）は、北海道（千島国）根室支庁にあった郡。
人口46人（1940年）、面積1,494km2。
当該地域の領有権に関する詳細は千島列島#領土問題を参照。

## 郡域
1876年（明治9年）から2010年（平成22年）まで変更なし（並び順は北から）。
- 北得撫水道（ブッソル海峡。新知島と得撫島との間の海峡のうち、知理保以島の北側。得撫郡の北限。最大水深2,200mと千島列島で最も深い）

- 武魯頓島（ブロウトナ島）
- 知理保以島（チルポイ島。猟虎島、知理保以南島を含む総称でもある）

- 猟虎水道（ラッコ水道。知理保以島と知理保以南島との間の海峡）

- 猟虎島（ラッコ島）
- 知理保以南島（ブラト・チルポエフ島）

- 南得撫水道（ウルップ海峡。新知島と得撫島との間の海峡のうち、知理保以島の南側。深さ200m）

- 得撫島（ウルップ島）

- 択捉水道（フリーズ海峡。得撫島と択捉島との間の海峡。得撫郡の南限。最大水深1,300m）

## 歴史

### 樺太千島交換条約までの沿革
アイヌや和人の活動
古くから交易品として重要なラッコ皮の特産地であり、蝦夷管領安東氏から室町幕府将軍に、松前氏から豊臣秀吉・徳川家康らにそれぞれ献上されている。また、メナシクルのラッコ漁場であり千島アイヌとの交易地でもあった（沈黙交易も参照）。
江戸時代になると、正保元年、「正保御国絵図」が作成された際、幕命により松前藩が提出した自藩領地図には、「クナシリ」「エトロホ」「ウルフ」など39の島々が描かれていた。万治4年（1661年）伊勢国飯高郡松坂の七郎兵衛の船が得撫島に漂着したが、蝦夷（アイヌ）の助けで択捉・国後・十州島（北海道本島）を経て寛文元年（1662年）に江戸へ帰っている（『勢州船北海漂着記』）。元禄13年（1700年）には、幕命により松前藩は千島や勘察加を含む蝦夷全図と松前島郷帳を作成し、 正徳5年(1715年)になると、松前藩主は幕府に対し「十州島、唐太、チュプカ諸島、勘察加」は松前藩領と報告。宝暦4年（1754年）、得撫郡域は松前藩によって開かれた家臣の知行地･クナシリ場所に含まれた。天明元年（1781年）の『赤蝦夷風説考』や寛政3年（1791年）の『海国兵談』など北方警戒を説いた書物の影響で江戸幕府主導の北方探検が盛んになると、天明6年（1786年）6月1日請負役・山口鉄五郎がアッケシ乙名イコトイに得撫島渡航の協力を依頼、竿取・最上徳内や通詞・林右衛門らと四艘の船に分乗し得撫島モシリヤに上陸。それからオホーツク海岸を調査。島の北端から北西にマカンルル島（武魯頓島）が見えたという。しかしアイヌに強く拒まれたため渡島を断念し、帰りは太平洋岸を調査。結果、定住する者おらずメナシクルがラッコ漁に来るのみで、ロシア人も毛皮を求め近海に来航することがわかったという。寛政3年（1790年）には請負役となった最上徳内が再度得撫島を調査。享和元年（1801年）6月には富山元十郎と深山宇平太が八王子千人同心二名の同行で得撫島に渡りオカイワタラの丘に「天長地久大日本属島」の標柱を建てている。さらに彼らは島内のトウボでロシア人や新知島アイヌらと会い来島の理由を尋ねたところ、ラッコ漁のためと返答があり交易も希望していた。これに対し食料を与え鎖国中のため交易は国禁である旨伝えたという。文化3年（1806年）3月、択捉島から脱走した新知郡域羅処和アイヌの有力者マキセン・ケレーコツ（アイヌ名・シレイタ）ら十数名を追い、関屋茂八郎が南部藩足軽たちとともに得撫島に上陸した際、ロシア人の帰国を確認。同年4月25日以降、継右衛門ら6名の慶祥丸乗組員たちが、漂着したチュプカ諸島（占守郡幌筵島・新知郡羅処和島）方面から南の択捉・国後・十州島方面へ向かう際立ち寄っている。享和3年（1803年）には間宮林蔵が得撫島までの地図を作製し、翌4年1月から2月にかけ恵登呂府紗那会所（運上屋）詰の松田伝十郎が得撫島を巡視した。文化3年（1806年）以降は得撫島も警固の対象となっていた（後述）。
ロシア人の活動
イワン・チョールヌイがロシア人として初めて得撫島（ウルップ島、後の得撫郡）に到達、周辺のアイヌからヤサーク（毛皮税）の取り立てや過酷な労働を課し、得撫島で多数の女性を集めハーレムを作った。しかし、1772年漁場を奪われラッコ漁を妨害された択捉アイヌと新知郡域羅処和島から逃れてきた羅処和アイヌが蜂起し、得撫島とマカンルル島（武魯頓島）でプロトジャーコノフ商会のロシア人21名が討取られ残りはカムチャツカ半島へ撤退した。その後も1776年に、ロシアの毛皮商人による殖民団が得撫島へ一時的に居住したが、7年後の1783年に撤退した。1780年6月地震が発生。その津波で打上げられたナターリア号を海に戻すため、1784年コローミンが指揮するパーヴェル号が来航。1795年夏、グレゴリー・シェリホフはアレクセイ号でケレトフセ（ワシリー・ズヴェズダチェトフ）ら40名の入植者を派遣。島内のワニナウにアレクサンドラ移住地を建設。しかし農作物の栽培はほとんどうまくいかず、1797年窮状を訴えるため14名がカムチャツカに向かったがシェリホフはすでに死亡し救援なく、残された者たちの食料は相変わらずメナシクルとの交易に依存していた。幕吏の富山や深山が調査で訪れた際、女子供を含め17名がいたという。しかし、1801年以降メナシクルの得撫島渡航と新知島以北の千島アイヌの択捉島への渡航を禁止され、ケレトフセも病死しロシア人は1805年帰国した。
1806年の文化露寇（フヴォストフ事件）の際、得撫島は襲撃を免れている。アヴォシ号は得撫・樺太攻撃に出撃したものの、指揮するダヴィドフは日本北辺襲撃に反対で攻撃しなかった。
1828年露米会社がバイカル号でロシア人12名とアレウト49名を派遣し得撫島東岸の小船湾に上陸、建物を建設し付近の丘に四門の大砲を設置し拠点としたが、クリミア戦争中の1855年8月英仏艦隊が得撫島小船湾の居住地を一時的に占領、1868年露米会社が廃止され居住地の活動停止。残留アレウトたちは樺太・千島交換条約の猶予期間満了前年（1877年）の移送まで得撫島に取り残された。
幕府による直接統治
江戸時代後期、得撫郡域は東蝦夷地に属していた。南下政策を強力に推し進めるロシアの脅威に備え、寛政11年（1799年）得撫郡域は公議御料とされた。文化3年（1806年）以降、幕吏たちが南部・津軽の足軽、通辞、番人、蝦夷（アイヌ）たちとともに毎年得撫島の見回りを実施。また文化13年（1816年）6月には、ロシア船パヴェル号が得撫島沖に来航、占守郡域の春牟古丹島に漂着した永寿丸の乗員と太平洋上で英国船に救助された督乗丸の小栗重吉、音吉、半兵衛ら漂流民計6名をペトロパブロフスクから送還。半兵衛は航海中病気で死亡したが得撫島に上陸した5名は地元アイヌの案内で択捉島のシベトロ番屋まで帰還（池田寛親『船長日記』）することができた。ゴローニン事件の後、幕府は得撫郡域を立入禁止の緩衝地帯にする予定であった。
文政4年（1821年）得撫郡域は松前藩領に復したが、安政元年（1854年）日露和親条約（不平等条約のひとつ）により得撫島はロシア領とされた。1875年11月樺太・千島交換条約によって再び日本領となった後、得撫郡が置かれる。北海道千島国に属した。

### 樺太千島交換条約以降の沿革
- 明治9年（1876年）1月14日 - 得撫郡が設置され、千島国の所属となる[10]。
- 明治10年（1877年） - 条約附録に従い、得撫島にあった千島アイヌの村落がロシア領に移住し、郡内は無人となる[11]。
- 明治11年（1878年）から明治13年（1880年）にかけ、栖原家が得撫島で漁場14 か所を開いた[12]。
- 明治12年（1879年）7月23日 - 郡区町村編制法の北海道での施行により、行政区画としての得撫郡が発足。
- 明治13年（1880年）7月 - 根室郡外八郡役所（根室花咲野付標津目梨国後得撫新知占守郡役所）の管轄となる。
- 明治15年（1882年）2月8日 - 廃使置県により根室県の管轄となる。
- 明治18年（1885年）1月 - 根室郡外九郡役所（根室花咲野付標津目梨国後得撫新知占守色丹郡役所）の管轄となる。
- 明治19年（1886年）
  - 1月26日 - 廃県置庁により北海道庁根室支庁の管轄となる。
  - 2月 - 根室支庁が廃止。
- 明治30年（1897年）11月5日 - 郡役所が廃止され、根室支庁の管轄となる。
- 大正5年（1916年） - ラッコ、オットセイほかの狩猟が禁止され、農水省による越年が新知郡と併せて6ヶ所13人で開始[13]。
- 昭和18年（1943年） - 得撫島北端のカラス岬で飛行場建設が始まる。
- 昭和20年（1945年）9月2日 - 日本政府が降伏文書に調印、同時に一般命令第1号により、ソ連占領下となる。
- 昭和21年（1946年）
  - 1月29日 - GHQ指令第677号により、日本政府の行政権が正式に停止。
  - 2月2日 - ソ連が自国領（サハリン州）編入を宣言。
- 昭和27年（1952年）4月28日 - サンフランシスコ講和条約に領有権放棄を明記される。ただし、ソ連（現在のロシア）は未調印。現在も平和条約は未締結で日ロ国境は未画定。
- 平成22年（2010年）4月1日 - 「北海道総合振興局及び振興局の設置に関する条例（平成21年3月31日公布）」[14]が施行。旧条例である北海道支庁設置条例（昭和23年9月27日 条例第44号）は、根室支庁の管轄区域を「野付郡、標津郡、目梨郡、国後郡、色丹郡、択捉郡、紗那郡、蘂取郡、得撫郡、新知郡、占守郡」としていたが、北海道総合振興局及び振興局の設置に関する条例は、根室振興局の管轄区域を「別海町、中標津町、標津町、羅臼町、色丹村、国後郡泊村、留夜別村、留別村、紗那村、蘂取村」とした。また「財務省組織規則の一部を改正する省令（平成21年10月26日 財務省令第67号）」[15]による財務省組織規則の改正（税務署の管轄区域を定める別表第九から除外）された。これらの改正により法令上も消滅[16]。

## 行政
全域が千島列島中部の島嶼で構成され、町村制が施行されなかったため所属町村はない。2010年まで日本の一部法令に名称だけが残存していた。
郡全域が農林省の養狐事業地および臘虎膃肭獣猟獲取締法による海獣保護地域で民間人渡航禁止のため、定住者はなく農林省関係者が少数越年していた。国勢調査では昭和15年の46名が最大となっている。ただし、明治38年以降の徴発物件一覧には1世帯2名の定住が確認されているうえ、同法施行前からの既得権を持つ択捉島の漁民が4 - 10月の漁期に滞在していたことから定期航路も存在したが、施行後は通年居住は禁止されていた。得撫島西部の床丹が中心集落で、東部にも見島という拠点があった。
千島列島の亜寒帯南端にあたり、植物学上の分布境界線（宮部線）の北側となっている。
特記なき場合『根室・千島歴史人名事典』による。
根室郡外八郡長
| 代 | 氏名     | 就任年月日                | 退任年月日         | 備考                         |
| -- | -------- | ------------------------- | ------------------ | ---------------------------- |
| 1  | 和田正苗 | 明治13年（1880年）7月15日 | 明治18年（1885年） | 花咲郡の一部から色丹郡が分立 |

根室郡外九郡長
| 代 | 氏名     | 就任年月日                 | 退任年月日                | 備考                                   |
| -- | -------- | -------------------------- | ------------------------- | -------------------------------------- |
| 1  | 松下兼清 | 明治18年（1885年）         | 明治19年（1886年）        |                                        |
| 2  | 広田千秋 | 明治19年（1886年）12月     | 明治22年（1889年）        |                                        |
| 3  | 細川碧   | 明治22年（1889年）7月      | 明治23年（1890年）7月     |                                        |
| 4  | 高岡直吉 | 明治23年（1890年）8月11日  | 明治28年（1895年）12月3日 |                                        |
| 5  | 林悦郎   | 明治28年（1895年）12月18日 | 明治30年（1897年）11月5日 | 根室郡外九郡役所を廃し根室支庁を置く。 |

## 人口
国勢調査の結果のうち、大正14年 - 昭和10年のデータは、昭和10年の国勢調査報告による。
- 大正9年 - 国勢調査 33人（男32人、女1人）、世帯数6[19]。
- 大正14年 - 国勢調査 20人。
- 昭和5年 - 国勢調査 13人。
- 昭和10年 - 国勢調査 29人（男23人、女6人）、うち常住人口16人。
- 昭和15年 - 国勢調査 46人（男41人、女5人）、世帯数8[20]。